# Hartsville (South Carolina)
Hartsville is een plaats (city) in de Amerikaanse staat South Carolina, en valt bestuurlijk gezien onder Darlington County.

## Demografie
Bij de volkstelling in 2000 werd het aantal inwoners vastgesteld op 7556.
In 2006 is het aantal inwoners door het United States Census Bureau geschat op 7473, een daling van 83 (-1.1%).

## Geografie
Volgens het United States Census Bureau beslaat de plaats een oppervlakte van
13,0 km², waarvan 12,9 km² land en 0,1 km² water.

## Plaatsen in de nabije omgeving
De onderstaande figuur toont nabijgelegen plaatsen in een straal van 24 km rond Hartsville.